# Kouchibouguacis River
Kouchibouguacis River är ett vattendrag i Kanada.   Det ligger i provinsen New Brunswick, i den östra delen av landet, 800 km öster om huvudstaden Ottawa.
Runt Kouchibouguacis River är det glesbefolkat, med 11 invånare per kvadratkilometer.